# 王衍慶
王衍慶（？—？），字慎初，為中國清朝官員，山東聊城人。
乾隆五十七年（1792年）壬子科舉人。曾任福建漳浦知縣。道光三年（1823年）任嘉義縣知縣。道光九年（1829年）以台防同知身分接替鄧傳安，之後並兩度於台灣地區擔任台灣府知府。道光十七年(1837年)，接替童宗颜任漳州府知府一职，道光十八年(1838年)由胡兴仁接任。